# Cryphia granitalis
Cryphia granitalis är en fjärilsart som beskrevs av Butler 1881. Cryphia granitalis ingår i släktet Cryphia och familjen nattflyn. Inga underarter finns listade i Catalogue of Life.